# 樓盤傳真
《樓盤傳真》（英語：Property Outlook）是奇妙電視旗下的HOY資訊台的財經新聞專題節目。此節目以分析樓市狀況、新盤驗樓及設計裝修話題為旨，自1996年於新聞一台啟播至今，每周播放一次，每集探討樓市狀況，是有線新聞目前最長壽節目。平日《有線財經》及星期一至五的《7點直播室》「每日樓市」（英語：Prop Today）環節為姊妹節目，組成財經資訊台樓市節目系列。
其競爭對手為無綫電視財經 體育 資訊台的樓市系列節目《今日有樓睇》及《樓計專家》及now財經台的《樓市每日睇》。

## 歷史
節目共有三輯，首輯為開台初期的一個的迷你環節，在節目之間不定期播放，內容為參觀二手樓盤或示範單位，時長約3分鐘。第二輯於1996年7月13日啟播，首集主持為林靜雯及顏寶剛。此輯將短片結集成一個節目並在錄影廠內直播播出，環節則有介紹焦點樓盤的「今周熱點」、「今周筍盤」及接聽觀眾來電的「置業論壇」，亦有總結樓盤叫價及成交價。此輯播放一年後結束，隨後在於一段時間後再次製作第三輯，時長加至一小時，於1997年7月12日啟播至今，內容則新增講述買賣常識、居住有關的專題等環節。
2022年10月23日起，因應香港開電視易名為HOY TV，本節目開始於逢星期日19:00 - 19:30以《Sunday樓盤傳真》為名於免費電視播出，翌日重播時段不變。
2022年11月21日起，因應HOY資訊台正式啟播，節目同時在該台播出。
2023年6月1日起，因有線電視交還收費電視牌照關係，令到有線綜合娛樂台、有線財經資訊台停播關係，HOY資訊台開始改為播出原於收費電視專享的《樓盤傳真》，播映時間為：星期六21:00（首播）及星期日08:00（重播）播映一小時、而星期日14:30（首播）及星期一03:30（重播）維持播映半小時版；而HOY TV則維持只於原有《Sunday樓盤傳真》播映時間播出半小時版，所有半小時版節目劃一同以《樓盤傳真》為名播映，而網上重溫HOY TV只提供半小時版，一小時版則只於原有與有線電視相關的專頁提供。
同時新增一姊妹節目《家家有求》，於星期日21:30-22:00在HOY資訊台播出，由樓盤主持和新聞主播共同主持。該節目設有設計廊的詳細介紹、原在樓盤傳真播出的環節「裝修解密」及詹濟南回答觀眾問題等環節，兩節目合稱周末家居時段。

## 節目格式
一小時節目分為5部份，首環節主要報道及分析過去一週的樓市狀況、第2環節為「自讓平台」（香港開電視及HOY TV不播此環節），讓觀眾自讓物業，並由主持、代理及網上觀眾作出評分；第3環節為「業主新體驗」，於2003年加設，由測量師及驗樓師詹濟南為新盤作出評分。部分集數在第三節播放時，會先播出「香港奇則」環節（香港開電視及HOY TV不播此環節），探索驗收單位的古怪設計，然後才播出驗樓環節。而第4節為2021年10月至2022年期間曾加設「樓住當年」環節，重溫1996年至近年的樓市和規劃新聞，與現今作對比。最後環節為「設計廊」，介紹家居裝修設計。第1-3個環節完結後，均會提供各區的大型屋苑最新呎價。
地產代理監管局於2011年至2014年聯同節目推出「置業有法」系列報道，透過代理違規個案，提醒市民置業時應留意事項。
而節目播放初期，電視觀眾可致電1831288參與討論。節目亦會邀請嘉賓在現場討論。

## 批評

### 對部份發展商有偏見
驗樓環節推出後，節目一直對長實樓盤的評分較為負面，對新鴻基地產樓盤的評分卻一直處於極高評分。但現實是，長實有很少部份單位的質素是不俗的，新地部份單位的質素並非有極高的水準，令業主質疑節目中立性。

### 立場保守
樓盤傳真多年來一直對樓市發展處於較為保守及負面的態度，被部份網民批評。

### 設計廊淪為宣傳平台
設計廊原意是介紹家居裝修設計，唯多年來都每隔數集都介紹某室內設計師的作品，被指有宣傳成份，內容太離地。

## 外部連結
- 有線財經資訊台：樓盤傳真facebook 專頁 （页面存档备份，存于）